# Навчально-науковий інститут права Київського національного університету імені Тараса Шевченка
Навчально-науковий інститут права Київського національного університету імені Тараса Шевченка — навчальний, науковий і культурно-освітній структурний підрозділ Київського національного університету імені Тараса Шевченка. 
На виконання рішення Вченої ради КНУ імені Тараса Шевченка від 18 червня 2020 року (протокол №11) і Наказу ректора № 407-32 від 19 червня 2020 року створено Інститут права Київського національного університету імені Тараса Шевченка як структурний підрозділ Університету і правонаступник юридичного факультету . В жовтні 2021 року Інститут права перейменовано на Навчально-науковий інститут права.

## Кафедри
1. Кафедра адміністративного права та процесу
2. Кафедра економічного права та економічного судочинства
3. Кафедра екологічного права
4. Кафедра земельного та аграрного права
5. Кафедра іноземних мов
6. Кафедра конституційного права
7. Кафедра кримінально-правової політики та кримінального права
8. Кафедра нотаріального, виконавчого процесу, адвокатури, прокуратури та судоустрою
9. Кафедра теорії та історії права та держави
10. Кафедра трудового права та права соціального забезпечення
11. Кафедра фінансового права
12. Кафедра цивільного права
13. Кафедра кримінального процесу та  криміналістики
14. Кафедра службового та  медичного права
15. Кафедра цивільного процесу
16. Кафедра інтелектуальної власності та  інформаційного права

## Наукові видання факультету
- Адміністративне право і процес

- Вісник Київського національного університету імені Тараса Шевченка. Серія Юридичні науки
- Право і громадянське суспільство
- Про Українське право